# Фрюденлунн, Рихард
Рихард Корнелиус Фрюденлунн (норв. Richard Cornelius Frydenlund; 1 мая 1891, Кристиания — 20 января 1981, Осло) — норвежский борец классического стиля. Участник летних Олимпийских игр 1912 и 1920 годов.

## Биография
Рихард Фрюденлунн родился 1 мая 1891 года в норвежском городе Кристиания (сейчас Осло).
Выступал в соревнованиях по борьбе за «Эмульф» из Осло.
В 1912 году вошёл в состав сборной Норвегии на летних Олимпийских играх в Стокгольме. В классической борьбе в весовой категории до 67,5 кг в первом раунде за 11 минут победил Уильяма Лаптона из Великобритании, в третьем за 8 минут проиграл Яну Балею из Богемии, в четвёртом за 23 минуты уступил Альфреду Салонену из Финляндии и выбыл из борьбы.
В 1920 году вошёл в состав сборной Норвегии на летних Олимпийских играх в Антверпене. В классической борьбе в весовой категории до 67,5 кг в 1/8 финала за 25 минут решением судей выиграл у Густафа Нильссона из Швеции, в четвертьфинале на 13-й минуте проиграл Таави Тамминену из Финляндии, в полуфинале за 3-е место на 3-й минуте уступил Фритсу Янссенсу из Бельгии.
Умер 20 января 1981 года в Осло.

## Семья
Младший брат — Торбьёрн Фрюденлунн (1892—1989), норвежский борец классического стиля. Участник летних Олимпийских игр 1912 года.